# Billbrook
Billbrook è un quartiere di Amburgo, appartenente al distretto di Hamburg-Mitte.